# Pil'na
Pil'na (in russo Пильна?) è un insediamento operaio della Russia europea centro-orientale, nell'oblast' di Nižnij Novgorod, centro amministrativo del rajon Pil'ninskij.
Si trova sulla riva sinistra del  fiume P'jana, 177 km a sud-est di Nižnij Novgorod.